# Азербайджанский манат
Мана́т (азерб. manat) — денежная единица Азербайджанской Республики, равная 100 гяпикам (азерб. qəpik). Буквенный код ISO 4217 — AZN, цифровой — 944, официальный символ — ₼.

## История
Азербайджанский манат введён в обращение 15 августа 1992 года. Первая эмиссия денежных средств напечатана Банком Франции. 
Первоначально находился в обращении параллельно с советским рублём, а также билетами Банка России образца 1992—1993 годов в соотношении 1 манат = 10 рублей. 
В августе 1992 года введены в обращение купюры номиналом 1, 10 и 250 манатов, в ноябре — монеты номиналом 5, 10, 20 и 50 гяпиков, в декабре — купюры номиналом 5 манатов. В марте 1993 года — купюры номиналом 50, 100, 500 и 1000 манатов.
22 ноября 1993 года начато изъятие из обращения советских и российских рублей. 
С 15 декабря 1993 года Центральным банком Азербайджана прекращена эмиссия рублей СССР образца 1961—1992 годов. Обращение рублей СССР производилось до 31 декабря 1993 года.
С 1 января 1994 года манат стал единственным законным платёжным средством.
В 1993, 1994 и 1995 годах наблюдался резкий скачок инфляции. В 1994 году выпущены банкноты номиналом 10 000 манатов, в 1996 году — 50 000 манатов.

### Деноминация
7 февраля 2005 года принят указ о деноминации. Была проведена деноминация маната в соотношении 5 000:1. 
С 1 января 2006 года начато обращение нового маната. Ранее выпущенные денежные знаки находились в обращении до 1 января 2007 года.
Первоначально были введены в обращение купюры номиналом 1, 5, 10, 20, 50, 100 манатов, и монеты номиналом 1, 3, 5, 10, 20, 50 гяпиков.
23 мая 2018 года выпущена в обращение банкнота номиналом 200 манатов.
В октябре 2020 года Центральный банк Азербайджана объявил о выпуске в обращение с 1 января 2021 года  купюр с обновленным дизайном достоинством 1, 5, 10, 20 и 50 манатов.
4 ноября 2021 года выпущена в обращение банкнота номиналом 500 манатов.

### Девальвация
Утром 21 февраля 2015 года Центральный банк Азербайджана осуществил девальвацию национальной валюты и объявил, что официальный курс доллара США увеличился с 0,78 манатов до 1,05 манатов. В декабре 2015 года манат вновь обесценился по отношению к доллару, и Центральный банк Азербайджана объявил о переходе к плавающему обменному курсу. 
В результате курс маната ко всем основным иностранным валютам резко снизился, за один день доллар подорожал с 1,05 маната до 1,55 маната, евро — с 1,14 до 1,685 маната, российский рубль — с 0,015 до 0,022 маната.
Это решение вызвало смятение и некоторую тревогу в стране. Девальвация маната оказала очень серьезное влияние на экономические субъекты. Подорожали основные товары, потребляемые населением – продукты питания, лекарства и медицинские принадлежности, бытовая техника, электроника, автомобили, автозапчасти и другие товары.

## Денежные средства в обращении
Современный манат представлен 6 видами монет и 8 видами банкнот.
- Монеты: 1, 3, 5, 10, 20, 50 гяпик (не имеют даты, выпущены в 2006 году)
- Банкноты: 1, 5, 10, 20, 50,100, 200, 500 манатов.

Часть банкнот по заказу Центрального банка Азербайджана печатает частная британская компания De La Rue.

## Монеты

### Выпуск 1992—1993 года
Гурт у всех монет гладкий.
5, 20 и 50 гяпик 1992 из бронзы и никеля не попадали в обращение. Их распродали в качестве сувениров.

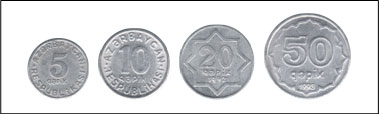
Сравнительные размеры

| Изображение | Номинал (гяпиков) | Материал | Диаметр (мм) | Толщина (мм) | Масса (г) | Год выпуска |
| ----------- | ----------------- | -------- | ------------ | ------------ | --------- | ----------- |
|             | 5                 | бронза   | 17           | 1,35         | 2,35      | 1992        |
|             | 5                 | алюминий | 16,5         | 1,5          | 0,85      | 1993        |
|             | 10                | алюминий | 19           | 1,6          | 0,98      | 1992        |
|             | 20                | бронза   | 19,5         | 1,45         | 3,2       | 1992        |
|             | 20                | алюминий | 20           | 1,5          | 1,12      | 1992        |
|             | 20                | алюминий | 20           | 1,5          | 1,12      | 1993        |
|             | 50                | никель   | 23           | 1,5          | 5,1       | 1992        |
|             | 50                | алюминий | 23           | 1,6          | 1,51      | 1992        |
|             | 50                | алюминий | 23           | 1,6          | 1,51      | 1993        |

### Выпуск 2006 года
| Изображение | Номинал (гяпиков) | Материал                                  | Диаметр (мм) | Толщина (мм) | Масса (г) | Гурт                                        |
| ----------- | ----------------- | ----------------------------------------- | ------------ | ------------ | --------- | ------------------------------------------- |
|             | 1                 | сталь, Плак. Медью                        | 16,2         | 1,9          | 2,8       | гладкий                                     |
|             | 3                 | сталь, Плак. Медью                        | 18           | 2,15         | 3,45      | с вырезом                                   |
|             | 5                 | сталь, Плак. Медью                        | 19,75        | 2,2          | 4,85      | рубчатый                                    |
|             | 10                | сталь, плак. латунью                      | 22,25        | 1,95         | 5,25      | гладкий с 7-ю выбоинами                     |
|             | 20                | сталь, плак. латунью                      | 24,25        | 2,1          | 6,6       | прерывисто- рубчатый                        |
|             | 50                | кольцо: сталь центр: сталь, плак. латунью | 25,5         | 2,2          | 7,7       | рубчатый с надписью Azərbaycan Respublikası |

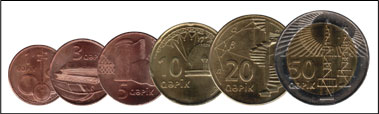
Сравнительные размеры

В 2022 году Центральный банк Азербайджана выпустил в обращение обновленные монеты номиналом 10, 20 и 50 гяпиков с добавлением в дизайн государственного герба и года выпуска.

### Памятные монеты
Памятные и юбилейные монеты выпускаются Центральным банком Азербайджана из драгоценных (золото — номиналами 1, 3, 5, 10, 20, 50 гяпиков и 50, 100, 500 и 1000 манатов, серебро — номиналами 5 и 50 манатов и платина — номиналом 500 манатов) и недрагоценных металлов (медно-никелевый сплав — номиналом 1 манат). Первая монета, посвящённая 500-летию жизни и творчества Мухаммеда Физули, была выпущена в 1996 году.
По состоянию на май 2017 года выпущено 47 разновидностей памятных монет. В том числе 5 из медно-никелевого сплава, 4 из серебра 925 пробы, 12 из серебра 999 пробы, 1 из золота 900 пробы, 2 из золота 917 пробы, 22 из золота 999 пробы и 1 из платины 999 пробы.

## Банкноты

### Банкноты образца 1992—2001 года
Обозначение года выпуска присутствует только на банкнотах номиналом в 1000 манатов образца 2001 года, 10 и 50 тысяч манатов. На остальных год не указан, однако у банкнот 1992—1993 годов серия обозначена как X/N, тогда как у банкнот 1999 года — XX.
Банкноты находились в обращении до 1 января 2007 года.
| Изображение                                     | Изображение       | Номинал (манатов) | Размеры (мм) | Основные цвета             | Описание                       | Описание                                                                        | Годы печати |
| Лицевая сторона                                 | Оборотная сторона | Номинал (манатов) | Размеры (мм) | Основные цвета             | Лицевая сторона                | Оборотная сторона                                                               | Годы печати |
| ----------------------------------------------- | ----------------- | ----------------- | ------------ | -------------------------- | ------------------------------ | ------------------------------------------------------------------------------- | ----------- |
|                                                 |                   | 1                 | 125×63       | зелёный розовый            | Девичья башня                  | надпись «AZƏRBAYCAN MİLLİ BANKI»                                                | 1992        |
|                                                 |                   | 1                 | 125×63       | синий жёлтый               | Девичья башня                  | надпись «AZƏRBAYCAN MİLLİ BANKI» и обозначение номинала «BİR manat»             | 1993        |
|                                                 |                   | 5                 | 125×63       | коричневый фиолетовый      | Девичья башня                  | надпись «AZƏRBAYCAN MİLLİ BANKI» и обозначение номинала «BEŞ manat»             | 1993        |
|                                                 |                   | 10                | 125×63       | коричневый фиолетовый      | Девичья башня                  | надпись «AZƏRBAYCAN MİLLİ BANKI»                                                | 1992        |
|                                                 |                   | 10                | 125×63       | синий зелёный              | Девичья башня                  | надпись «AZƏRBAYCAN MİLLİ BANKI» и обозначение номинала «ON manat»              | 1993        |
|                                                 |                   | 50                | 125×63       | красный серый              | Девичья башня                  | надпись «AZƏRBAYCAN MİLLİ BANKI» и обозначение номинала «ƏLLİ manat»            | 1993 1999   |
|                                                 |                   | 100               | 125×63       | красный голубой            | Девичья башня                  | надпись «AZƏRBAYCAN MİLLİ BANKI» и обозначение номинала «YÜZ manat»             | 1993 1999   |
|                                                 |                   | 250               | 125×63       | синий зелёный              | Девичья башня                  | надпись «AZƏRBAYCAN MİLLİ BANKI»                                                | 1992 1999   |
|                                                 |                   | 500               | 125×63       | коричневый голубой жёлтый  | портрет Низами Гянджеви        | надпись «AZƏRBAYCAN MİLLİ BANKI» и обозначение номинала «BEŞ YÜZ manat»         | 1993 1999   |
|                                                 |                   | 1000              | 125×63       | коричневый голубой розовый | портрет Мамеда Эмина Расулзаде | надпись «AZƏRBAYCAN MİLLİ BANKI» и обозначение номинала «min 1000 manat»        | 1993 1999   |
|                                                 |                   | 1000              | 125×63       | синий                      | вид нефтепромысла              | надпись «AZƏRBAYCAN MİLLİ BANKI» и обозначение номинала «MİN 1000 manat»        | 2001        |
|                                                 |                   | 10 000            | 130×65       | коричневый                 | Дворец Ширваншахов             | надпись «AZƏRBAYCAN MİLLİ BANKI» и обозначение номинала «ON MİN 10 000 manat»   | 1994        |
|                                                 |                   | 50 000            | 132×66       | зелёный                    | Мавзолей Момине хатун          | надпись «AZƏRBAYCAN MİLLİ BANKI» и обозначение номинала «ƏLLİ MİN 50 000 manat» | 1995        |
| Масштаб изображений — 1,0 пикселя на миллиметр. |                   |                   |              |                            |                                |                                                                                 |             |

### Банкноты образца 2005 года
В 2005 году в рамках подготовки к деноминации 2006 года была выпущена серия банкнот «Азербайджанское достояние», содержавшая банкноты номиналом 1, 5, 10, 20, 50 и 100 манатов.
В 2009 году Национальный Банк Азербайджана был переименован в Центральный банк. В этом же году были выпущены банкноты номиналом 1 и 5 манатов с новым названием эмитента. В 2013 году была выпущена модифицированная банкнота в 100 манатов.
В 2011 году министр финансов Азербайджана заявил о готовности вынести на рассмотрение денежной комиссии при Центральном банке предложение по выпуску в обращение банкнот номиналом 2 и 3 маната, однако этого не состоялось. В 2018 году была выпущена новая банкнота номиналом 200 манатов.
Дизайн банкнот разработан австрийским дизайнером валют Робертом Калиной, который также разработал дизайн банкнот евро. Серии 2005, 2009 и 2017—2018 годов решены в стилистике, сходной с банкнотами евро образца 2002 года. Серия 2020—2021 годов унифицирована по дизайну с серией банкнот евро 2013 года с применением вертикального дизайна реверса. В серии 2020—2021 годов была выпущена первая в истории маната памятная банкнота номиналом 500 манат.
| Серия 2005 года                                 | Серия 2005 года   | Серия 2005 года   | Серия 2005 года | Серия 2005 года               | Серия 2005 года | Серия 2005 года | Серия 2005 года |
| Изображение                                     | Изображение       | Номинал (манатов) | Размеры (мм)    | Основные цвета                | Описание | Описание | Годы печати     |
| Лицевая сторона                                 | Оборотная сторона | Номинал (манатов) | Размеры (мм)    | Основные цвета                | Лицевая сторона | Оборотная сторона | Годы печати     |
| ----------------------------------------------- | ----------------- | ----------------- | --------------- | ----------------------------- | --- | --- | --------------- |
|                                                 |                   | 1                 | 120×70          | серый                         | народные музыкальные инструменты на фоне национального ковра                                                                                    | карта Азербайджана на фоне шебеке                                                                                          | 2005            |
|                                                 |                   | 1                 | 120×70          | серый                         | народные музыкальные инструменты на фоне национального ковра                                                                                    | карта Азербайджана на фоне шебеке                                                                                          | 2009 2017       |
|                                                 |                   | 1                 | 120×70          | серый                         | народные музыкальные инструменты на фоне фрагмента клавираусцуга припева государственного гимна Азербайджана                                    | карта Азербайджана на фоне шебеке                                                                                          | 2020 2023       |
|                                                 |                   | 5                 | 127×70          | оранжевый                     | Музей азербайджанской литературы им. Низами Гянджеви, книги Азербайджана, часть гимна Азербайджана и буквы современной азербайджанской латиницы | карта Азербайджана на фоне наскальных рисунков в Гобустанe, текст на древнетюркском алфавите                               | 2005            |
|                                                 |                   | 5                 | 127×70          | оранжевый                     | Музей азербайджанской литературы им. Низами Гянджеви, книги Азербайджана, часть гимна Азербайджана и буквы современной азербайджанской латиницы | карта Азербайджана на фоне наскальных рисунков в Гобустанe, текст на древнетюркском алфавите                               | 2009 2017       |
|                                                 |                   | 5                 | 127×70          | оранжевый                     | книги, часть гимна Азербайджан | карта Азербайджана на фоне наскальных рисунков в Гобустане                                                                 | 2020 2022       |
|                                                 |                   | 10                | 134×70          | голубой                       | старый Баку, Дворец Ширваншахов и Девичья Башня на фоне древнего города Ичери Шехер                                                             | карта Азербайджана на фоне национальных орнаментов                                                                         | 2005            |
|                                                 |                   | 10                | 134×70          | голубой                       | старый Баку, Дворец Ширваншахов и Девичья Башня на фоне древнего города Ичери Шехер                                                             | карта Азербайджана на фоне национальных орнаментов                                                                         | 2018            |
|                                                 |                   | 10                | 134×70          | голубой                       | старый Баку, Дворец Ширваншахов и Девичья Башня на фоне древнего города Ичери Шехер                                                             | карта Азербайджана на фоне национальных орнаментов                                                                         | 2022            |
|                                                 |                   | 20                | 141×70          | зелёный                       | меч, шлем и щит, офрис кавказская | карта Азербайджана на фоне национальных орнаментов, слово «Qarabağ» («Карабах»), написанное несколько раз разными шрифтами | 2005            |
|                                                 |                   | 20                | 141×70          | зелёный                       | меч, шлем и щит, офрис кавказская | карта Азербайджана на фоне национальных орнаментов, слово «Qarabağ» («Карабах»), написанное несколько раз разными шрифтами | 2022            |
|                                                 |                   | 50                | 148×70          | жёлтый                        | молодёжь, ступеньки, Солнце, а также химические и математические знаки                                                                          | карта Азербайджана на фоне национальных орнаментов                                                                         | 2005            |
|                                                 |                   | 50                | 148×70          | жёлтый                        | молодёжь, ступеньки, Солнце, а также химические и математические знаки                                                                          | карта Азербайджана на фоне национальных орнаментов                                                                         | 2020            |
|                                                 |                   | 100               | 155×70          | фиолетовый                    | часть Бакинской крепости, здание европейского стиля XIX века и современный Баку                                                                 | карта Азербайджана на фоне национальных орнаментов                                                                         | 2005            |
|                                                 |                   | 100               | 155×70          | фиолетовый                    | часть Бакинской крепости, здание европейского стиля XIX века и современный Баку                                                                 | карта Азербайджана на фоне национальных орнаментов                                                                         | 2013            |
|                                                 |                   | 200               | 160×70          | голубой                       | Центр Гейдара Алиева | карта Азербайджана на фоне национальных орнаментов                                                                         | 2018            |
|                                                 |                   | 500               | 165×70          | Коричневый, красный и зеленый | Вторая Карабахская война, маки и Худаферинские мосты                                                                                            | карта Азербайджана на фоне мавзолея Вагифа Молла Панаха и Аскеранская крепость                                             | 2021            |
| Масштаб изображений — 1,0 пикселя на миллиметр. |                   |                   |                 |                               | | |                 |

## Обновление дизайна купюр
В феврале 2022 года выпущена 20-манатная банкнота с новым дизайном на тему Карабаха.